# Cornel Dumitrescu (industriaș)
Cornel Dumitrescu (d. 1976) a fost un industriaș român.
La origine, era fiu de țăran de pe meleagurile Mehedințiului.
După ce a ajuns în București, a devenit, de la un simplu curier, director în Consiliul Director al Băncii Marmorosch Blank.
A devenit un apropiat al Regelui Carol al II-lea și, urmând sfatul acestuia, renunță la funcția de conducere în banca Marmorosch Blank, înființând o fabrică de textile la Cernăuți. Ca proprietar al fabricii de textile, Cornel Dumitrescu a angajat un mare număr de evrei, care astfel, au fost salvați.